# 吉原のMIRAIさん
『吉原のMIRAIさん』（よしわらのみらいさん）は、ビジネスジャンプ2005年10号、18号 - 23号、2006年1 - 9号まで連載されていたコメディ漫画である。原作：真倉翔、作画真里まさとし。続編として時をかけるMIRAIさんがある。

## あらすじ
吉原のナンバーワンの指名を誇るソープ嬢、未来はひょんなことから享保年間にタイムスリップ。吉原の花魁として働くことになる。

## 登場人物
未来
現代吉原のナンバーワン。あることから江戸時代にタイムスリップし、呼出し（トップ）に駆け上がる。元タレント。
ウメ
未来につく新造（見習い女郎）。
舞雪
未来と並ぶ吉原の呼出し。未来のライバル。後に格子女郎に出世し、未来のことを南蛮狸と呼ぶ。
夢路
格子女郎。身請けされる。
鈴木春信
吉原の常連客。後に売れっ子絵師になる。
小雛
未来からソープのテクを盗んだ新人。名器俵締め三段の持ち主。

## コミックス
1. ISBN 4-08-877042-0
2. ISBN 4-08-877085-4